# Гном
За графичната среда вижте GNOME.
Гномът е митично същество, което се характеризира с малък ръст и подземен начин на живот. Според алхимика Парацелз гномовете са най-важните духове на стихията земя, поради което те се движат през земята с лекотата, с която хората ходят върху нея, имат конични шапки и слънчевите лъчи ги превръщат в камък. В други митологии те са просто малки, уродливи и палави духове или гоблини. Някои твърдят, че те притежават магически сили, които могат да направят човек щастлив или тъжен.
Счита се, че думата гном произхожда от новолатинската дума gnomus и от гръцката дума gnosis, означаваща знание. Според мита, гномовете съхраняват тайно знание и богатство. Например злато, сребро и скъпоценни камъни.
Домашният гном живее в цепнатини и пролуки, или под печката. Гномът проси храна или дори краде, когато е много гладен.

## История
Има известно объркване поради факта, че гномът е едно от много подобни, но различни създания от европейския фолклор. Митични създания като гоблини и джуджета често са представяни като гномове, и обратно.
Гномове има в легендите на много от централните, северните и източните европейски земи под други имена: каукис е пруски гном, а барбегази са гномо-подобни същества с големи крака във фолклора на Франция и Швейцария. На изток, тенгу понякога са определяни като крилати гномове.
Днес, гномовете традиционно се смятат за малки същества – брадати и носещи островърхи, шарени, конични шапки. Живеят в естествени пространства близо до земята и се грижат за дивата природа. Те са по-доброжелателни от други фолклорни създания като гоблините. Гномовете също така са добили популярност от появата си в много он-лайн игри.

## Градински гномове
Първите градински гномове са били направени в Грефенрода, град известен с керамиката си в Тюрингия, Германия, в средата на 19 век. Филип Грибел правел животни от теракот като декорация и произвеждал гномове, базирани на местни митове, като начин хората да се насладят на историите за желанието на гномове да помагат в градината нощем. Градинският гном бързо се разпространил из Германия, Франция, Англия и където градинарството е сериозно хоби. Производството на гномове се разпространило из Германия чрез множество големи и малки производители, които се появявали и изчезвали от пазара, всеки от които имал свой специфичен стил. Втората световна война се отразила зле на индустрията и много производители се отказали. Потомците на Грибел все още правят гномове и са последните немски производители, тъй като всички други са преместили производството си в Полша или Китай. В Германия има приблизително 25 милиона градински гнома.
Традиционните гномове са направени от теракотена глина, излята в отливки. Гномът се изважда от отливката, изсушава се, а след това се изпича във фурна, докато не стане твърд. Щом изстине, гномът бива изрисуван до желаното ниво на подробност и изпратен в магазините, за да бъде продаден на купувачите.
В литературата градински гномове намираме в поемата Херман и Доротея на Йохан Волфганг фон Гьоте. В текста, един аптекар собственик на градина с „каменни божеци“ и „пъстри джуджета“ се оплаква, че никой вече не иска да ги гледа, защото всичко трябвало да бъде различно: „както се казва с вкус, […] просто и гладко“.
Въпреки това, градинските гномове се разпространили през 19 век в дребнобуржоазните предни дворове, първо във Великобритания, Германия, Австрия и Швейцария, а по-късно и в други европейски и неевропейски страни.
Градински гномове се появили за първи път във Великобритания през 1847 година, когато сър Чарлс Ишъм донесъл 21 теракотени фигурки от пътуване до Германия и ги разположил като декорация в градините на своя дом Лампърт Хол в Нортхамптъншир. Запазен е само един гном от оригиналната група, познат като Лампи. Изложен е в Лампърт хол и е застрахован за един милион лири.
На Изложението на цветя в Челси (Великобритания) градинските гномове са забранени, както и всички ярко оцветени статуи. Изключение е било направено през 2013, годината на Градинския гном.

## В компютърни игри
- Гномите в World of Warcraft